# 出羽弁
出羽弁（でわのべん／いでわのべん、正体字：出羽辨、寛弘4年（1007年）頃？ - 没年不詳）は、平安時代中期の女流歌人。父は出羽守平季信、あるいは加賀守平秀信。
一条天皇の中宮藤原彰子（上東門院）、その妹で後一条天皇の中宮藤原威子、さらにその所生の章子内親王に仕えた。長元6年（1033年）には源倫子の70歳の祝賀で屏風歌を進詠したほか、多くの歌合で活躍した。
『後拾遺和歌集』以後の勅撰和歌集に入集。家集に「出羽弁集」がある。
なお『栄花物語』続編の巻31から巻37まではこの出羽弁の作という説がある。また『六条斎院禖子内親王家物語合』には、物語『あらば逢ふ夜の』の作者はこの出羽弁だと記されている。